# Добротица
Добротица (буг. Добротица; умро 1386. године) био је бугарски владар Деспотовине Добруџе од 1347. године до своје смрти.
Млетачки извори с краја XIV века помињу Добротицу као „деспота Бугара“ (DESPOTUM BULGARORUM DOBROTICAM), а његову властелу као „делове Загоре подложне Добротици“ (PARTES ZAGORAE SUBDITAS DOBROTICAE).

## Порекло
Истраживачи претпостављају да су Добротица и његова браћа Балик и Теодор потомци Тертера, јер им је област око Карвуне дата као апанажа. Према румунском историчару Николају Јорги, који Добротицино име тумачи као Добротич (син Доброте), а Балик као Балика, њихово порекло је влашко.

## Биографија
Добротица је био брат оснивача деспотовине Добруџе, Балика. Наследио га је након смрти 1347. године. Добротица 1357. године узима титулу деспота, а престоницу је пренео у Калиакру. Између 1370. и 1375. године, деспот Добротица у савезу са Млетачком републиком улази у сукоб са Ђеновљанима на Црном мору. Свога зета Михаила Палеолога покушао је поставити за цара Трапезунта. Међутим, намера му није успела. У византијском грађанском рату, деспот Добротица је подржавао цара Јована V у борби против цара Андроника IV. Године 1379. бугарска флота учествовала је у блокади Цариграда. Деспот Добротица умире 1386. године. Наследио га је син деспот Иванко.

## Живот
Године 1346. заједно са братом Теодором и 1000 војника помогао је византијској царици Ани Савојској у грађанском рату. По др. Бони Петруновној је затим, као награду за овај чин, добио титулу деспота, а такође и неколико територија. Године 1348. настанио се у Одринској Тракији и завладао тврђавом Мидија.
У званичној румунској историографији, схватање да је 1357. године, деспот Добротица припојио тврђаве Емону (код рта Емине) и Козјак (сада Обзор). Међутим, према Георгију Атанасову, ова хипотеза се заснива на погрешном датирању синодалног указа Цариградске патријаршије, а заправо су се у то време ове тврђаве, заједно са Варном, налазиле у границама Тарновског царства.Тек 1369. године, даровао их је Добротици цар Јован Александар за заслуге у спасавању Јована Страцимира из угарског ропства.
Године 1369. заједно са прекодунавским војводом Владиславом I Влајком (који се у летописима назива Влајко Бугарски) придружује се православној коалицији против Мађара у помоћ цару Јовану Страцимиру.
Касније се настанио у Балчику, Калиакри и Варни, створивши снажну бугарску морнарицу од 12 галија. Године 1375. предузео је поморски поход на Трапезунт у знак подршке цару Јовану V Палеологу, а следеће године на Цариград.
Године 1373. почиње већ отворени рат између деспота Добротице и Ђеновске републике. Из овог периода можемо говорити и о првој флоти у историји Бугарске. Разлози сукоба су највероватније јачање деспотовине Добруџе након што је цар Јован Александар уступио деспоту Добротици све црноморске поседе од Калиакре до Несебра, укључујући Варну и јаку тврђаву Друстер са дунавским лукама поводом помоћи коју је деспот Добротица пружио у рату са грофом Амадеом VI Савојским. Пошто је деспот Добротица почео да развија поморску трговину са сопственом флотом, то је нарушило интересе Ђенове и она је узвратила. Учврстивши свој ауторитет и видевши како Ђеновљани покушавају да наметну своја правила у региону, насељеном углавном Бугарима, деспот Добротица је одлучио да преузме ствар у своје руке.
Према речима Георгија Атанасова, ђеновљанска флота је успела да потисне Бугаре из делте реке Дунав (градови Искача, Нуферу, Тулца и Енисала су изгубљени) уз помоћ татарских бегова. Ово је означило почетак скоро 15 година непрекидног сукоба. Серија ђеновљанских нотарских аката и докумената од септембра 1373. године. до 1382. године, илуструју дуге и жестоке поморске борбе деспота Добротице са ђеновским лађама. По нотарској исправи од 18.09.1373. године, деспот Добротица и Бугари су именовани као заклети непријатељи Ђеновљанске Републике, који већ прете самој тврђави Ликостомо - главном упоришту Републике на западној обали Црног мора. Добротицини бродови су више пута успевали да оштете, па чак и заробе ђеновљанске галије, што сведочи о озбиљној снази деспота Добротице. Импресивно је да је деспот Добротица једини документовани бугарски владар који је користио флоту да води своје битке и штити своје интересе. Истовремено, суочавајући се са једном од највећих поморских снага тог периода и узимајући у обзир чињеницу да Бугарска нема историјско искуство у изградњи и управљању великим морским бродовима, а поготово војним галијама. Занимљиво је и то да је релативно ограничена територија Добруџанске деспотовине успела да издржи војне и економске ратове са много богатијом и јачом Ђеновљанском републиком.
О опасној флоти Добруџанског деспота Добротице и његовим казненим акцијама против Ђеновљана сазнајемо и из ђеновских рукописа, који сведоче да је деспот Добротица поседовао борбено способну флоту која се успешно борила против њих и заузела ђеновљанске галије. Напали су њихову испоставу у Ликостому у Буџаку на најсевернијем краку иза мочвара делте Дунава и потчинили је Варнанској епархији.Ђенова је са своје стране одлучила да поморским путем блокира све канале снабдевања и трговине Добруџанске деспотовине, а реакција Венеције није се дуго чекала. У фебруару 1384. године, Сенат Венеције шаље ноту упозорења дужду Ђенове да укине блокаду и обезбеди приступ венецијанским бродовима црноморским бугарским лукама. Захтеви нису испуњени и рат је интернационализован. Деспот Добротица не остаје пасиван, већ свим својим напорима настоји да омете Ђеновљанске планове. У пролеће 1383. године, млетачки баило острва Тенедос – Цанаки Мудако, прихвата Добротицину понуду и прискаче му у помоћ галијом. Према Торинском уговору од 29. августа 1381. године, поменути Цанаки Мудако је морао да сруши млетачка утврђења и преда острво Ђенови. Међутим, он је то одбио и две године успешно, без помоћи Венеције, одбијао поморске нападе Ђенове. Тек у пролеће 1383. године, престаје отпор, предаје Тенедос Ђеновљанима, али уместо да се врати у Венецију опрема галију са свим потребним средствима и одлази код деспота Добротице. Деспот Добротица га је добро примио, и две године је несумњиво много допринео јачању утврђења и флоте Добруџанске деспотовине. Године 1384. вероватно под притиском дужда и Сената, деспот Добротица је био приморан да га пошаље као заробљеника у Венецију, где је Мудако осуђен због непоштовања наређења.Међутим, из докумената млетачког већа судимо да се блокада наставља. Највероватније после 1384. године. деспот Добротица сада углавном води одбрамбени рат, јер нема извештаја о великим погромима над ђеновским галијама, као у периоду 1373-1376. године. Такође, после победе над Венецијом у рату 1381. године, Ђенова је сада у могућности да концентрише више бродова у делти Дунава и дуж Црног мора. Упркос томе, није било ни капитулације ни примирја, а о томе сведочи и мировни уговор који је син већ покојног деспота Добротице, деспот Иванко, потписао 27. маја 1387. године.
Деспот Добротица је, као и цар Јован Страцимир, издвојио своје области из јурисдикције Трновске патријаршије и потчинио их Цариградској патријаршији.

## Споменик
По деспоту Добротици је добио име округу Добруџа (на старобугарском: Добротица, на румунском: Доброгеа, изговара се Доброджја), граду Добричу и 2 доберудска села – село Добротица у Силистранском округу и село Добротица у трговачком округу. У граду Добричу постоји споменик деспоту Добротици и насеље названо по њему.
По деспоту Добротици су назване улице „Добротица Деспот” у округу „Лагера” (Мапа) и „Добротич” у окрузима „Красна пољана 2” и „Красна пољана 3” (Мапа) у Софији.

## Породица
Деспот Добротица је био ожењен ћерком (чије име није познато) византијског мега дукса Алексија Апокавка. Овај брак је склопљен захваљујући наклоности царице Ане Савојске. Имали су најмање троје деце - синове Иванка и Тертера и ћерку која је удата за деспота Михаила Палеолога.

## Ковање новца
Министарство унутрашњих послова је 2010. године, зауставило продају кованог новца у страној аукцијској кући CHG – Classical Numismatic Group, регистрованој у Лондону.
Претпоставља се да је новчић Добротицин сребрни пени. Новчић је првобитно најављен у „Каталогу бугарског средњовековног новца IX – XV века”, објављеном 1999. године. Осам година касније – 20. марта 2007. године, колекција од 500 средњовековних кованица украдена је из куће једног од аутора каталошког крста и 2.000 средњовековних бугарских кованица, укључујући и онај који је представљен на аукцији.
До сада су два бакарна новца деспота Добротице открила и док. Бони Петрунова у Калиакри. Новчићи су идентични ономе са аукције. због њихове ограничене количине, Бони Петрунова сугерише да је емисија била јубиларна, а не наплатна. Занимљиво је да је више таквих новчића пронађено у Червену, а не у Калиакри.

## Занимљивости
У 2019. години, Др Бони Петрунова открила је у Калиакри прстен типа Калојан, али са много више детаља и са орлом уместо леопарда. Поред тога, постоји и уклесано име - Георги. Она верује да је прстен припадао Георгију Палеологу, господару (господару) Калиакре, византијском аристократи и унуку деспота Добротице .